# Karen Joy Fowler
Pour les articles homonymes, voir Fowler.
Œuvres principales
- Nos années sauvages

Karen Joy Fowler, née le 7 février 1950 à Bloomington en Indiana, est une écrivaine américaine de science-fiction et de fantasy.

## Biographie
Elle cofonde en 1991 le prix James Tiptree, Jr. avec Pat Murphy.

## Œuvres

### Romans
- (en) Sarah Canary, 1991
- (en) The Sweetheart Season, 1996
- Les Sirènes de San Francisco, Anne Carrière, 2002 ((en) Sister Noon, 2001), trad. Valérie Rosier  (ISBN 2-84337-188-0)
- Le Club Jane Austen, Quai Voltaire, 2005 ((en) The Jane Austen Book Club, 2004), trad. Sylvie Doizelet  (ISBN 2-7103-2745-7)Réédition, Gallimard, coll. « Folio » no 4543, 2007 (ISBN 978-2-07-033871-9) ; réédition, 10/18 no 5144, 2016 (ISBN 978-2-264-06941-2)
- (en) Wit's End, 2008
- Nos années sauvages, Presses de la Cité, 2016 ((en) We Are All Completely Beside Ourselves, 2013), trad. Karine Lalechère  (ISBN 978-2-258-11843-0)Réédition, 10/18 no 5194, 2017 (ISBN 978-2-264-06942-9) - PEN/Faulkner Award 2014

- (en) Booth, 2022

### Recueils de nouvelles
- (en) Artificial Things, 1986
- (en) Peripheral Vision, 1990
- (en) Letters from Home, 1991Écrit avec Pat Cadigan et Pat Murphy.
- (en) Black Glass, 1997Prix World Fantasy du meilleur recueil de nouvelles 1999
- (en) What I Didn't See and Other Stories, 2010Prix World Fantasy du meilleur recueil de nouvelles 2011
- Comme ce monde est joli, La Volte, 2021, trad. Léo Henry et luvan  (ISBN 978-2-37049-104-6)